# Puig-reig
Puig-reig este o localitate în Spania în comunitatea Catalonia în provincia Barcelona. În 2006 avea o populație de 4.202 locuitori.
1. ↑  Nomenclátor Geográfico de Municipios y Entidades de Población (20240402 edition)
2. ↑   https://puig-reig.cat/arxiu/profile/josep-maria-altarriba-roca/ Lipsește sau este vid: |title= (ajutor)
3. ↑   https://www.regio7.cat/eleccions/municipals/2019/05/27/josep-altarriba-governara-quatre-anys/547061.html Lipsește sau este vid: |title= (ajutor)
4. 1 2   http://www.idescat.cat/pub/?id=aec&n=925&t=2016 Lipsește sau este vid: |title= (ajutor)